# Museo della ceramica (Bassano del Grappa)
Il Museo della ceramica Giuseppe Roi è un museo di Bassano del Grappa; ha sede dal 1992 a Palazzo Sturm, dimora settecentesca situata vicino al fiume Brenta.

## Collezione
La vasta raccolta è composta da maioliche, porcellane e terraglie, per un totale di circa 1200 pezzi circa esposti cronologicamente in oltre dieci sale.
Sono presenti antichi frammenti di ceramica medievale, maioliche dei Manardi (XVII-XVIII sec.) e molte opere artigianali di pregio. La testimonianza più consistente è rappresentata dalla 
produzione maiolica degli Antonibon (XVIII-XIX sec.), riconoscibile dal motivo decorativo individuato dagli esperti di settore con il nome “tacchiolo” e identificato con il termine “blanser” 
negli antichi inventari della manifattura.
La raccolta di piastrelle documenta la produzione ceramica di largo utilizzo negli ambienti del XVIII secolo, il che rende possibile il confronto diretto con altre produzioni europee (è esposta anche una selezione di piastrelle di provenienza olandese).
L'ampia veranda offre una cornice appropriata alle terraglie di gusto eclettico, mentre la vecchia cucina  espone i piatti popolari e il piano inferiore raccoglie opere di artisti di fama internazionale.
Nel museo è ricostruibile una panoramica relativa alla maiolica settecentesca in Italia e alla maiolica di Laterza, oltre che alle terraglie dell'Ottocento.
Ampio spazio è dedicato anche alla variegata produzione novese, bassanese e vicentina di inizio-metà  novecento fino alla sezione contemporanea.
Il museo è stato ampliato nel 2010 grazie al lascito di manufatti ceramici del marchese vicentino Giuseppe Roi (1924-2009) cui è stato dedicato.